# Ingvar Rydell
Ingvar Rydell (7 de maio de 1922 – 20 de junho de 2013) foi um futebolista sueco. Ele competiu na Copa do Mundo FIFA de 1950, sediada no Brasil, na qual a seleção de seu país terminou na terceira colocação.